# Hapaline

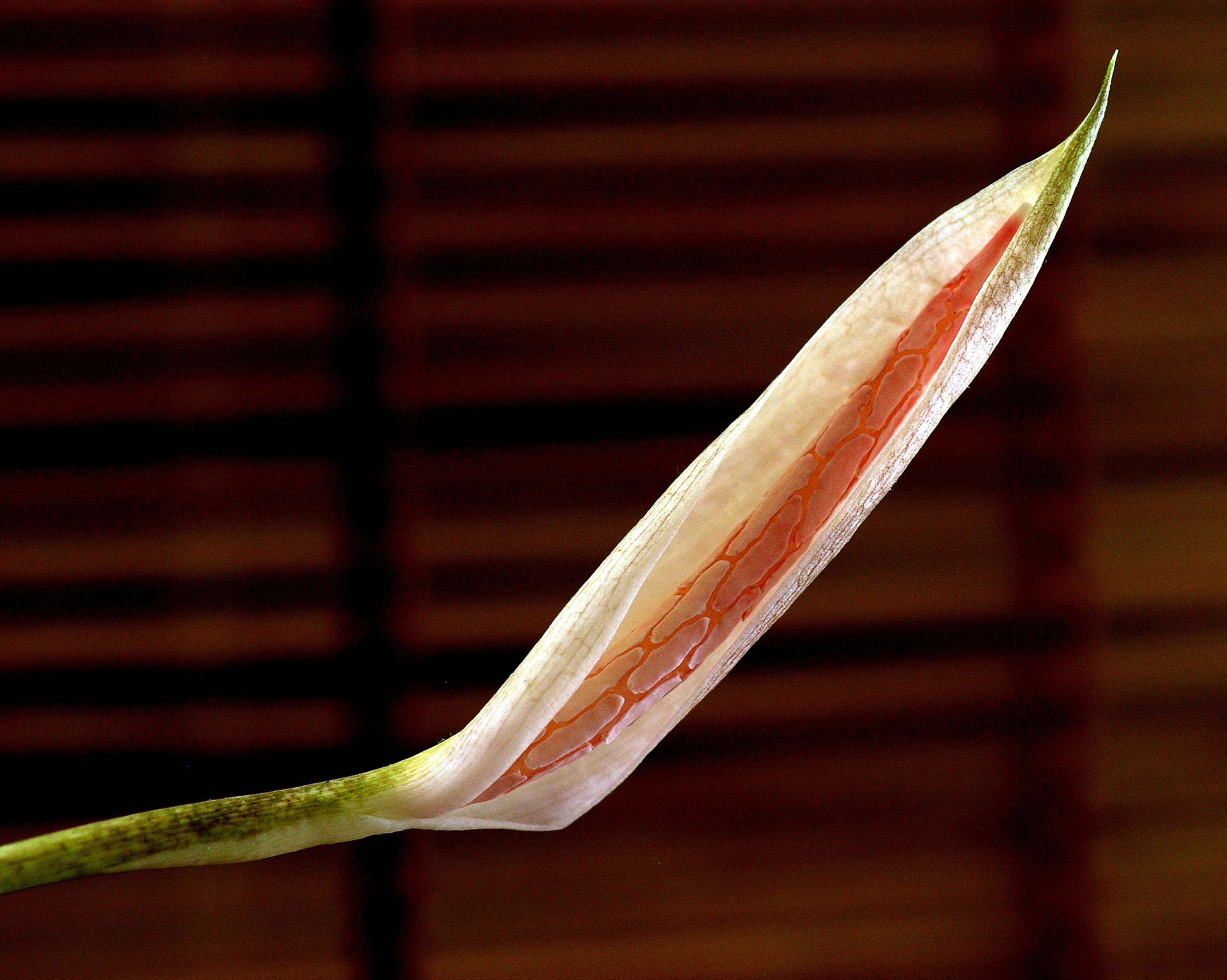
Kwiatostan Hapaline brownii

Hapaline Schott – rodzaj rzadko występujących roślin zielnych, należący do rodziny obrazkowatych, liczący 7 gatunków endemicznych dla Azji Południowo-Wschodniej, występujących od środkowych i południowych Chin do Malezji i Brunei. Rośliny z tego rodzaju zasiedlają brzegi rzek w nizinnych lasach mieszanych. Rosną w wilgotnej, głębokiej ściółce gleb pokrywających krasowe wapienie, łupki i bazalty. Nazwa naukowa rodzaju pochodzi od greckiego słowa άπαλος ('apalos – miękki, delikatny) i odnosi się do wyglądu roślin.

## Morfologia
PokrójDrobne do średniej wielkości rośliny naziemne formujące kępy.
ŁodygaPodziemne bulwy pędowe (w przypadku H. ellipticifolia kłącze). Niektóre gatunki tworzą cienkie rozłogi, na końcach których powstają bulwy przybyszowe.
LiścieRośliny tworzą od jednego do kilku liści. Blaszki liściowe od jajowatych do strzałkowatych, cienkie (np. H. benthamiana, H. colaniae) lub grube i skórzaste (H. appendiculata i H. celatrix). U kilku gatunków (H. appendiculata, H. benthamania, H. brownii i H. colaniae) blaszki liściowe ozdobione są nieregularnymi, rozproszonymi, srebrnoszarymi i jasnozielonymi plamkami.
KwiatyRoślina jednopienna. Kwiatostan, typu kolbiastego pseudancjum, wyrasta na zielonej lub zielono-różowej, cętkowanej szypułce, dłuższej od ogonka liściowego, która po przekwitnięciu grubnie i zgina się w kierunku gruntu. Pochwa biała, czasami z odcieniem zielonym lub szaroróżowym, podzielona na dwie strefy: dolną, skręconą oraz górną, równowąską do lancetowatej, spłaszczoną i prostą lub odgiętą do tyłu. Strefy nie są oddzielone zwężeniem. Kolba dłuższa od pochwy lub równej długości. Dwa (czasami trzy) kwiaty żeńskie położone w dolnej części kolby, przylegającej do pochwy. Jednokomorowa zalążnia zawiera pojedynczy, eliptyczny, jajowaty lub butelkowaty zalążek. Kwiaty męskie 3-pręcikowe, dość gęsto położone na kolbie powyżej kwiatów żeńskich. Nitki pręcików masywnie powiększone, kształtem przypominające grzyb. Pylniki prawie zwisające z wierzchołka nitki, złączone w synandrium. Strefa kwiatów męskich i żeńskich oddzielona prątniczkami, które znajdują się również na nitkowatym wyrostku kolby.
OwoceOwocostan po dojrzeniu zwisa do poziomu gruntu. Kuliste do eliptycznych, białe, jednonasienne jagody o skórzastym egzokarpie i lepkim mezokarpie. Nasiono eliptyczne z bardzo cienką, gładką łupiną i widocznym szwem. Zarodek duży, pozbawiony bielma.
Gatunki podobneRośliny paleotropikalne z rodzajów należących do podrodziny colocasioideae sensu Grayum, np. alokazja, kolokazja, czermień, Ariopsis i Remusatia. Różnice obejmują między innymi:
- nietarczowe blaszki liściowe (występujące też u alokazji),
- zrośnięcie kolby i pochwy kwiatostanu w dolnej części,
- jednokomorowe zalążnie,
- liczba chromosomów (w przypadku innych rodzajów 2n=28),
- trzyjądrowy pyłek (obecny również w przypadku rodzaju Remusatia).

Podobieństwo występuje również z roślinami z rodzaju Typhonium. Różnice obejmują pylniki złączone w synandria oraz zrośnięcie kolby i pochwy kwiatostanu w dolnej części.

## Biologia i ekologia
RozwójByliny, geofity. Rośliny o cienkiej blaszce liściowej, występujące w centralnej Birmie, północno-wschodniej Tajlandii, północnej Malezji i Wietnamie, wchodzą raz do roku w okres spoczynku. Rośliny o liściach skórzastych, występujące w południowej Malezji i Brunei, są wiecznie zielone.
GenetykaLiczba chromosomów 2n = 26.

## Systematyka
Pozycja  według Angiosperm Phylogeny Website (aktualizowany system APG IV z 2016)Należy do plemienia Caladieae, podrodziny Aroideae, rodziny obrazkowatych, rzędu żabieńcowców w kladzie jednoliściennych.
Gatunki
- Hapaline appendiculata Ridl.
- Hapaline benthamiana Schott (Schott)
- Hapaline brownii Hook.f.
- Hapaline celatrix P.C.Boyce
- Hapaline colaniae Gagnep.
- Hapaline ellipticifolia C.Y.Wu & H.Li
- Hapaline kerrii Gagnep.